# فول أوت 2
فول أوت 2 (بالإنجليزية: Fallout 2)‏ هي لعبة فيديو صدرت في 30 سبتمبر 1998، وهي متوفرة على أجهزة ويندوز وأو إس 10. اللعبة من نشر إنتربلاي إنترتينمينت.

## روابط خارجية
- فول أوت 2 على موقع IMDb (الإنجليزية)
- فول أوت 2 على موقع الموسوعة البريطانية (الإنجليزية)